# Jearl Margaritha
Jearl Erwin Margaritha (Groningen, 10 april 2000) is een Curaçaos-Nederlands voetballer die doorgaans als aanvaller speelt. Hij verruilde in 2020 Sabah FC voor Phoenix Rising FC.

## Carrière
Margaritha speelde in de jeugd van FC Groningen, GVAV-Rapiditas en FC Emmen, alvorens hij zijn seniorendebuut maakte voor hoofdklasser VV Hoogeveen. Na een halfjaar werd hij in januari 2020 overgenomen door Almere City FC, waar hij aanvankelijk aansloot bij het belofteteam in de Derde divisie. Voor Almere debuteerde hij in het profvoetbal, in de openingsronde van het seizoen 2020/21 tegen MVV Maastricht (0-0). Hij kwam in de 73e minuut in de ploeg voor Mees Kaandorp. Hij speelde negen keer voor het eerste van Almere.

### TOP Oss
Medio 2021 verkaste Margaritha naar competitiegenoot TOP Oss. Hij debuteerde in de eerste speelronde van het seizoen tegen Excelsior Rotterdam, waarbij hij meteen zijn eerste en het winnende doelpunt maakte (1-0). Twee jaar lang was Margaritha een onbetwiste basisspeler voor de club uit Oss, waarbij hij regelmatig scoorde en assists gaf. In zijn eerste seizoen scoorde hij zes keer en was hij regelmatig belangrijk voor TOP. In het seizoen 2022/23 kwam hij op twaalf treffers, waaronder twee doelpunten in een 3-0 overwinning op Roda JC en twee doelpunten in een 2-2 gelijkspel in zijn afscheidswedstrijd tegen FC Dordrecht.

### Vervolgcarrière
Ondanks interesse van onder andere FC Twente tekende Margaritha in de zomer van 2023 bij Sabah FC uit Azerbeidzjan. Hier speelde hij een jaar, waarna hij leek terug te keren naar Nederland bij Roda JC Kerkrade, maar die transfer ketste op het laatste moment af. Hij verkaste uiteindelijk naar Phoenix Rising FC, dat uitkwam in de USL Championship.

## Interlandcarrière
Medio 2022 werd Margaritha voor het eerst opgeroepen voor interlands met Curaçao, hoewel hij niet in actie kwam. Hij debuteerde op 8 september 2023 tegen Trinidad en Tobago in de CONCACAF Nations League 2023/24. Hij speelde de hele wedstrijd, maar die ging verloren met 0-1. Drie dagen later stond hij ook de hele wedstrijd op het veld tegen Martinique. Op 16 november 2024 scoorde hij vier doelpunten in een 5-0 overwinning op Saint-Martin. In de zomer van 2025 scoorde hij zijn eerste doelpunt in een WK-kwalificatiewedstrijd tegen Haïti (5-1 winst). Die zomer werd hij ook geselecteerd voor de Gold Cup 2025.

## Statistieken
| Seizoen | Club              | Competitie     | Competitie | Competitie | Beker | Beker | Overig | Overig | Totaal | Totaal |
| Seizoen | Club              | Competitie     | Wed.       | Dlp.       | Wed.  | Dlp.  | Wed.   | Dlp.   | Wed.   | Dlp.   |
| ------- | ----------------- | -------------- | ---------- | ---------- | ----- | ----- | ------ | ------ | ------ | ------ |
| 2019/20 | Jong Almere City  | Derde divisie  | 2          | 0          | 0     | 0     | 0      | 0      | 2      | 0      |
| 2020/21 | Almere City FC    | Eerste divisie | 9          | 1          | 0     | 0     | 0      | 0      | 9      | 1      |
| 2021/22 | TOP Oss           | Eerste divisie | 35         | 6          | 0     | 0     | 0      | 0      | 35     | 6      |
| 2022/23 | TOP Oss           | Eerste divisie | 28         | 12         | 0     | 0     | 0      | 0      | 28     | 12     |
| 2023/24 | Sabah FC          | Premyer Liqası | 18         | 0          | 2     | 1     | 3      | 0      | 23     | 1      |
| 2024    | Phoenix Rising FC | USLC           | 9          | 2          | 1     | 1     | 0      | 0      | 10     | 3      |
| 2025    | Phoenix Rising FC | USLC           | 8          | 3          | 1     | 1     | 1      | 0      | 10     | 4      |
| Totaal  | Totaal            | Totaal         | 109        | 24         | 4     | 3     | 4      | 0      | 117    | 27     |

Bijgewerkt op 22 juni 2025.